# Hackerman Ridge
Hackerman Ridge ist ein großer Gebirgskamm in den Victory Mountains im ostantarktischen Viktorialand. Er erstreckt sich in nordsüdlicher Ausrichtung zwischen dem Gruendler-Gletscher und dem Rudolph-Gletscher.
Das Advisory Committee on Antarctic Names benannte ihn 1977 nach dem US-amerikanischen Chemiker und Materialforscher Norman Hackerman (1912–2007), Mitglied des National Science Board (1968–1978) und seit 1974 Vorsitzender dieses Gremiums.